# Місячний лицар (телесеріал)
«Мі́сячний ли́цар» (англ. Moon Knight) — американський вебсеріал, створений Джеремі Слейтером для Disney+, спродюсований Marvel Studios і заснований на коміксах про однойменного персонажа Marvel Comics. Це шостий телесеріал четвертої фази Кіновсесвіту Marvel, події якого відбуваються після фільму «Месники: Завершення». Джеремі Слейтер є керівником проєкту та пише сценарій, а Кевін Файґі — виконавчим продюсером.
У центрі сюжету — Стівен Ґрант, непримітний працівник сувенірного магазину, у якого провали у пам'яті та відсутність спогадів про інше життя. Стівен виявляє, що він має дисоціативний розлад особистості, поділяючи тіло з найманцем Марком Спектором. Поки Стівен непритомний, Марк бореться з давньою сектою завдяки силі єгипетського бога місяця. Але одного разу все йде не за планом і двом особистостям доводиться об'єднати свої зусилля.
Оскар Айзек грає Марка Спектора / Місячного лицаря, разом з Ітаном Гоуком у головній ролі. Серіал був анонсований у серпні 2019 року, а Слейтер найнятий у листопаді. Діаб був найнятий режисером чотирьох епізодів серіалу в жовтні 2020 року, а режисерський дует Джастін Бенсон та Аарон Мурхед приєднався до серіалу в січні 2021 року, щоб зняти два інших епізоди; тоді було підтверджено, що Айзек зніметься у головній ролі. Фільмування розпочалися наприкінці квітня 2021 року в Будапешті, після чого почалося виробництво в Йорданії, яке завершилося на початку жовтня перед переїздом в Атланту, штат Джорджія. Вихід «Місячного лицаря» відбувся 30 березня 2022 року, перший сезон складається з шести епізодів.

## Синопсис
Стівен Ґрант — непримітний працівник сувенірного магазину при музеї, невдаха-одинак. До того ж у нього бувають провали в пам'яті та відсутність спогадів про інше життя. Він мусить щоночі приковувати себе до ліжка, щоб мимоволі не втрапити в халепу. Одного разу, коли життя Ґранта, здавалося б, налагоджується, він отямлюється в незнайомому місці, а його переслідують озброєні люди. Ґрант опиняється в містечку, населеному сектантами, що прагнуть воскресити давньоєгипетську богиню Амміт. Він чує голос, який вимагає віддати контроль над тілом, і після чергового провалу в пам'яті Ґрант виявляє, що жорстоко розправився з сектантами. Він розкриває, що поділяє тіло з найманцем Марком Спектором, який є аватаром бога місяця Хонсу.

## У ролях

### Головні персонажі
- Оскар Айзек — Марк Спектор / Стівен Ґрант / Джейк Локлі / Місячний лицар: Найманець з дисоціативним розладом ідентичності, який стає провідником для єгипетського бога місяця Хонсу[4].
- Ітан Гоук — Артур Гарроу: Лідер секти, який заохочує Спектора прийняти свою внутрішню темряву[5]. Гоук розповів, що надихався лідером секти «Гілка Давидова» Девідом Корешем[6].

Крім того, Ґаспар Ульєль виконує роль Антона Моґарта / Міднайт Мена, Мей Каламаві зіграла роль Лейли, Халід Абдалла — роль Селіма (аватар Осіріса), а Фарід Мюррей Абрагам зобразив єгипетського бога місяця Хонсу.

## Епізоди
| № серії | Назва серії                                     | Режисер(и)                    | Сценарист(и)                                                                                          | Оригінальна дата виходу |
| --- | ----------------------------------------------- | ----------------------------- | --- | ----------------------- |
| 1 | «Проблема золотої рибки» «The Goldfish Problem» | Мохаммед Діаб                 | Джеремі Слейтер                                                                                       | 30 березня 2022         |
| Працівник магазину при історичному музеї Стівен Ґрант час від часу має провали в пам'яті і зникнення спогадів про інше життя. Одного разу він стає свідком збору секти єгипетської богині Амміт на чолі з Артуром Гарроу. Той вимагає золотого скарабея, який за незнанням був у Ґранта, однак друга особистість Ґранта не дозволяє йому віддати коштовність. Стівен тікає і ледь не гине, але його рятує бог місяця Хонсу, взявши контроль над тілом. Прокинувшись, Ґрант помічає, що у його золотої рибки Гаса виріс ще один плавник, хоча до цього був один. Після походу до зоомагазину і після того, як Стівен пропускає побачення, він розуміє, що, «випав» на два дні. Повернувшись додому, Ґрант знаходить у своїй квартирі схований телефон і ключ-карту. Йому телефонує загадкова жінка з іменем Лайла, яка називає його Марком, що ще більше збиває Стіва з пантелику. Наступного дня до нього на роботу приходить Гарроу, та зважує душу Ґранта на вагах Амміт, щоб засудити до життя чи смерті. На його подив, жодна шалька не переважує. Пізніше тієї ж нічі Гарроу, намагаючись отримати скарабея, викликає монстра-шакала, який нападає на Ґранта в музеї. Коли монстр заганяє Стівена в кут, Марк Спектор — друга особистість Ґранта, просить дозволити йому взяти контроль над тілом. Ґрант погоджується, і Спектор перетворюється на Місячного лицаря, вбиваючи монстра. |                                                 |                               | |                         |
| 2 | «Викликай костюм» «Summon the Suit»             | Джастін Бенсон і Аарон Мурхед | Майкл Кастелейн                                                                                       | 6 квітня 2022           |
| На відео з камер спостереження не виявляється шакала, а лише Ґрант. Через це вину за руйнування покладають на Граната і звільняють з роботи. Він використовує ключ-карту, щоб отримати доступ до камери схову, де знаходить золотого скарабея. Він говорить зі своєю іншою особистістю, американським найманцем Марком Спектором, який став аватаром єгипетського бога місяця Хонсу. Ґранта вислідковує Лайла, дружина Спектора, яка не знає про його альтер-его. Але скоро його заарештують поліцейські, які працюють на Гарроу. Той пояснює, що він був попереднім аватаром Хонсу, однак вирішив служити Амміт, щоб карати злочинців ще до того, як вони скоять злочини. Гарроу вимагає видати розташування скарабея, щоб знайти гробницю Амміт і воскресити її. Лайла рятує Ґранта, але Гарроу викликає іншого шакала. Ґранту вдається прикликати костюм Місячного лицаря для боротьби з шакалом, але йому бракує вміння битися. Він дозволяє Спектору ще раз взяти тіло під контроль. Спектор убиває чудовисько, але скарабей опиняється в Гарроу. Після бою Спектор зізнається Ґранту, що фактично перебуває в рабстві Хонсу в обмін на врятоване життя. Хонсу каже, що розчарований в Спекторові за втрату скарабея, та погрожує зробити своїм наступним аватаром Лайлу. |                                                 |                               | |                         |
| 3 | «Дружній штамп» «The Friendly Type»             | Мохаммед Діаб                 | Бо Де Майо, Пітер Кемерон і Сабір Пірзада                                                             | 13 квітня 2022          |
| Гарроу та його послідовники завдяки скарабею виявляють місце розташування гробниці Амміт у пустелі. У Каїрі Спектор і Ґрант, поперемінно захоплюючи контроль над тілом, намагаються дізнатися де гробниця. Лайла тим часом, підробивши паспорт, вирушає слідом за ними. Хонсу скликає раду богів, яких уособлюють їхні аватари, щоб попередити про плани Гарроу. Проте сам Гарроу успішно заперечує звинувачення. Аватара Хатхор, жінка Яціл, радить Спектору знайти саркофаг меджая, який зберігав знання про місцезнаходження гробниці Амміт. Лайла знаходить Спектора і веде його на зустріч з Антоном Могартом, своїм знайомим колекціонером, якому належить саркофаг. Гарроу знищує саркофаг, хоча Лайла встигає забрати фрагменти зоряної карти. Спектор не розуміє як їх правильно скласти, тому змушений просити Ґранта про допомогу. Той допомагає скласти карту, але вона застаріла на дві тисячі років через рух зірок. Хонсу використовує свої сили, щоб ненадовго повернути нічне небо до минулого стану. Ґрант і Лайла обраховують за зорями розташування гробниці Амміт. Інші боги за втручання Хонсу в природу ув'язнюють його в ушебті. Ґрант і Спектор таким чином лишаються без сили перетворюватися на Місячного лицаря. |                                                 |                               | |                         |
| 4 | «Гробниця» «The Tomb»                           | Джастін Бенсон і Аарон Мурхед | Алекс Мінен, Пітер Кемерон і Сабір Пірзада                                                            | 20 квітня 2022          |
| Ґрант і Лейла знаходять гробницю Амміт, виконану в формі Ока Гора. Ґрант здогадується який шлях у ній правильний, але на заваді стають ожилі мумії єгипетських жерців. Лайла та Ґрант розділяються. Лайла зустрічає Гарроу, який стверджує, що Спектор був одним із найманців, які вбили її батька-археолога Абдаллу Ель-Фаулі. Ґрант і Спектор знаходять саркофаг останнього аватара Амміт, яким виявляється Александр Македонський. Вони дістають з мумії Александра ушебті Амміт. Лейла також досягає саркофага, і вимагає, щоб Спектор розповів їй правду про батька. Спектор зізнається, що його напарник зрадив його, вбивши Абдуллу та його самого заради скарбів. Але Хонсу врятував Спектора, зробивши його своїм аватаром. Втручається Гарроу і стріляє в Спектора. Той отямлюється в психіатричній лікарні, населеній людьми з його життя. Гарроу постає в подобі терапевта, котрий запевняє, що всі пригоди Місячного лицаря — це гра уяви. Спектор не вірить, він тікає і знаходить Ґранта в саркофазі. Удвох вони бачать інший саркофаг, але увагу відволікає поява богині Таурт. |                                                 |                               | |                         |
| 5 | «Божевільня» «Asylum»                           | Мохамед Діаб                  | Ребекка Кірш і Метью Ортон                                                                            | 27 квітня 2022          |
| Таурт пояснює, що вона провідниця в потойбічний світ Дуат, а Спектор і Ґрант померли. Богиня зважує їхні душі, щоб визначити чи гідні вони вічного спокою, проте терези коливаються. Таурт застерігає — обоє повинні бути чесні один з одним, інакше лишаться в пустелі перед брамою Дуату. Ґрант повертається в психіатричну лікарню, що уособлює спогади Спектора. Там він знаходить потаємну кімнату, в якій дізнається, що Спектор мав у дитинстві брата, який загинув через його необережність. Через це матір зненавиділа Спетора і той вигадав собі альтерего — Ґранта, який був із матір'ю у гарних стосунках. Терези врівноважуються, проте душі Спекторових жертв затягують Ґранта в пустелю, де той кам'яніє. Спектор, не встигши врятувати товариша, опиняється в Дуаті. |                                                 |                               | |                         |
| 6 | «Боги та чудовиська» «Gods and Monsters»        | Мохамед Діаб                  | Постановка : Джеремі Слейтер, Пітер Кемерон і Сабір Пірзада Сценарій : Даніель Іман і Джеремі Слейтер | 4 травня 2022           |
| Спектор відмовляється від вічного спокою, щоб урятувати Ґранта. Він проводить його крізь браму і обоє входять до свого спільного тіла, котре воскресає. Тим часом Гарроу забирає ушебті Амміт, щоб звільнити богиню у Великій піраміді. Лайла, переодягнувшись поплічником Ґранта, прямує за ним. Таурт пропонує Лайлі стати її аватаром, але вона відмовляється. Гарроу вбиває аватарів інших богів і визволяє Амміт. Вона вважає Гарроу надто грішним, щоб заслуговувати на життя, проте обіцяє, що в майбутньому він заробить спокуту, якщо служитиме їй. Лайла звільняє Хонсу, і він пропонує стати його аватаром. Проте Лайла відмовляється і від цієї пропозиції. Гарроу, помітивши повернення Хонсу, обвалює піраміду. Щоб урятуватися, Лайла погоджується стати аватаром Таурт. Спектор і Ґрант беруть з бога місяця клятву звільнити їх від служби, щойно Амміт буде ув'язнено знову. Повернувши силу Місячного лицаря, Спектор із Ґрантом прямують у Каїр, де Амміт почала вбивати всіх, кого вважає грішниками. Місячний лицар воз'єднується з Лайлою, але Гарроу майже перемагає їх. Втративши на мить свідомість, Місячний лицар бачить, що розправився з Гарроу та його поплічниками. Лайла, за чутою раніше порадою аватара Тота, каже ув'язнити Амміт не в ушебті, а в смертному тілі Гарроу. Обоє промовляють закляття, що вселяє Амміт у тіло людини. Хонсу наказує вбити Гарроу, та Місячний лицар відмовляється це робити, лишаючи вирок за самим богом місяця. За якийсь час Спектор прокидається в квартирі Ґранта, ніби нічого не сталося. Хонсу ж забирає з лікарні Гарроу та показує йому, що в Місячного лицаря була ще одна особистість — жорстокий убивця Джейк Локлі. За наказом Хонсу Джейк із задоволенням застрелює Гарроу. |                                                 |                               | |                         |

## Виробництво

### Розробка
У 2008 році Джо Карнаган взяв участь у режисурі екранізації Наглядача. Карнаган сказав, що фільм включатиме Місячного лицаря, і що «він буквально створить з початку Тренера», оскільки «почнеться з подій після жорстокого побиття Тренера руками Місячного лицаря».
У жовтні 2015 року ходили чутки, що Netflix хотів представити Місячного лицаря в одному із двох серіалів Marvel, перш ніж дати йому власний серіал.
У січні 2017 року режисер і сценарист «Вартових Галактики» Джеймс Ганн повідомив, що хотів би зняти для студії Marvel фільм «Місячний лицар», але він не встигне над ним працювати.
У квітні 2018 року Кевін Файґі сказав, що Місячний лицар, безумовно, обговорюється.
23 серпня 2019 року на виставці D23 Expo Кевін Файґі офіційно анонсував серіал Місячний лицар для Disney+. Навіть продемонстрував перший логотип серіалу. У листопаді 2019 року було оголошено, що Джеремі Слейтер виступить у ролі шоуранера та сценариста. 23 січня 2020 року Джеремі Слейтер повідомив, що створює «кімнату для письменників» для серіалу. Першим доповненням став сценарист Бо Демайо, відповідальний за написання третього епізоду серіалу «Відьмак» Netflix, тоді він напише сценарій аніме з шоуранеркою Лорен Гірш. Він також написав сім епізодів випуску «Щоденники вампіра», «Оригінали», а також кілька видань коміксу «Щоденники вампіра». Мохамед Діаб був найнятий режисером чотирьох епізодів серіалу в жовтні 2020 року, а також виконавчим продюсером. Marvel звернулася до нього «раптово», щоб представити презентацію серіалу, над яким Діаб працював зі своєю дружиною сценаристом і продюсером Сарою Гоер. Діаб вважав, що серіал буде «важким, серйозним і на великі теми», як і багато його повнометражних фільмів. У січні 2021 року режисерський дует Джастін Бенсон та Аарон Мурхед приєднався до режисера двох інших епізодів серіалу. Файґі, Луї Д'Еспозіто, Вікторія Алонсо та Бред Віндербаум також виступають у якості виконавчих продюсерів разом з Айзеком. Серіал складатиметься з шести епізодів по 40–50 хвилин. У лютому 2021 року Файґі заявив, що деякі з їхніх серіалів, зокрема «Місячний лицар» і «Вона-Галк», розробляються з можливістю створення додаткових сезонів, на відміну від серіалів, таких як «ВандаВіжен» (2021), які були розроблені як обмежені серіали тільки з одним сезоном, події яких призводять до фільмів.

### Сценарій
Бо ДеМайо, Даніель Іман і Алекс Мінехан виступають у ролі сценаристів серіалу. Досліджуючи єгиптологію, Файґі порівняв серіал із франшизою про Індіану Джонса і сказав, що психічна хвороба Спектора була «унікальним аспектом» серіалу.

### Кастинг
У жовтні 2020 року Оскар Айзек почав переговори щодо головної ролі Марка Спектора, і, як повідомлялося, був обраний у січні 2021 року; У травні цього року Marvel Studios офіційно підтвердила кастинг. Річард Ньюбі з The Hollywood Reporter вважає, що останні головні акторські ролі Айзека можуть привернути до серіалу глядачів, які не знайомі з персонажем, і що його латиноамериканська етнічність може дозволити розглянути віру з різних точок зору, а не зобразити персонажа як «кавказького єврея». людина", як у коміксах. У січні 2021 року Мей Каламаві була обрана на нерозкриту «ключову роль» у серіалі, а Ітан Гоук отримав роль Артура Гарров, головного лиходія серіалу. Гоук сказав, що приєднався до серіалу, виходячи з того, де, на його думку, був у своїй акторській кар'єрі, а також через участь Айзека та Діаб. Він насолоджувався творчою свободою, яка прийшла з серіалом, який розповідав менш відому історію. Ґаспар Ульєль приєднався до акторського складу в липні 2021 року в ролі Антона Моґарта / Міднайт Мена.

### Фільмування
Очікувалося, що знімання розпочнуться в березні 2021 року і розпочаться до кінця квітня в Угорщині, режисерами будуть Діаб, Бенсон і Мурхед, а оператором — Грегорі Міддлтон. Зйомки серіалу відбуваються під робочою назвою «Добровірність», і раніше очікувалося, що зйомки розпочнуться 16 листопада 2020 року, триватимуть 26 тижнів, а потім його перенесли через пандемію COVID-19. Зйомки проходили в Музеї образотворчих мистецтв у Будапешті у квітні та в Сентендре на початку травня. На початку червня на площі Мадач у Будапешті знімали нічні сцени просто неба. Фільмування тривали один тиждень у Ваді-Рам, Йорданія, і завершилися в Будапешті та Йорданії на початку жовтня, після чого серіал переїхав до Атланти, штат Джорджія, щоб завершити виробництво. Виробництво було завершено до 14 жовтня. До середини листопада було завершено додаткові фотографування.

## Маркетинг
Перші кадри серіалу дебютували в День Disney+ 12 листопада 2021 року. Трейлер був опублікований 18 січня 2022 року під час плей-офф НФЛ 2021—2022 років. Джеймс Вітбрук з Gizmodo вважав, що трейлер дає «повне, належне уявлення» про персонажа після короткого відео на Disney+ Day, і вважав, що костюм був «вірним, хоча й більш текстурованим рифом на класичному костюмі з коміксів».

## Випуск
«Місячний лицар» дебютував на Disney+ 30 березня 2022 року і складається з шести епізодів, які закінчилися 4 травня. Спеціальний показ відбувся 16 березня в Cine Capitol в Мадриді та 17 березня в Британському музеї в Лондоні з червоним прем'єрним килимом 22 березня в театрі El Capitan в Лос-Анджелесі. Він є частиною четвертої фази КВМ.

## Сприйняття
Вебсайт-агрегатор оглядів Rotten Tomatoes повідомив про рейтинг схвалення 87 % із середнім рейтингом 7,5/10 на основі 188 оглядів. Консенсус критиків вебсайту говорить: «Його розважальна цінність може дещо зростати та зменшуватися, але Місячний лицар у кінцевому підсумку поселяється в переважно приємному — і освіжаюче дивному — місці на небосхилі КВМ». Metacritic, який використовує середньозважене значення, присвоїв оцінку 69 зі 100 на основі 27 критиків, що вказує на «загалом схвальні відгуки».
Метт Вебб Мітович з TVLine поставив першим чотирьом епізодам серіалу оцінку «A−», сказавши, що він «підриває і, можливо, різко перевищує будь-які помірні очікування», насолоджуючись непередбачуваністю серіалу в порівнянні з іншими проєктами на Disney+. Мітович також високо оцінив візуальні образи Місячного лицаря та акторську гру, зокрема Айзека.
Даніель Д'Аддаріо з Variety вважає, що в Місячному лицарі була «свіжість», яка допомогла подолати приголомшливе відчуття, яке викликають деякі проєкти КВМ, за допомогою серіалу, який був би «привабливим навіть для тих, хто не є в фандомі». Похвалили акторську гру Айзека та Гоука, а також студію Marvel за розширення за межі їх звичайних умов, хоча Д'Аддаріо зазначив, що серіал «трохи тягнеться» через середню частину історії, отримавши «вкрай необхідний старт» в кінці четвертого епізоду.
Поставивши першим чотирьом епізодам серіалу чотири з п'яти зірок, Джеймс Дайер у своїй рецензії для Empire написав, що «Місячний лицар» був «сміливим божевільним романом, якому вдається відобразити ту саму запаморочливу радість, яка пронизана Соколиним Оком і Локі», доставивши «дещо, що відчуває себе справді відмінним від будь-якого ще дослідженого куточка КВМ». Однак він додав, що «ширша розповідь часом менш переконлива, ніж химерна робота з персонажами».
Деніел Фінберґ більш критично ставився до серіалу, вважаючи, що серіал був «успішнішим як акторська вправа Оскара Айзека, ніж супергеройська захоплива поїздка». Фінберґ був розчарований замалою присутністю самого Місячного лицаря і ясністю його навичок, і заявив, що серіал «здається, не так телешоу, як поясненням того, чому глядачі в кінцевому підсумку захочуть побачити цього персонажа [приєднаним до інших персонажів КВМ]». Він проте високо оцінив культурні запозичення Єгипту.
Діабом Алан Сепінуолл з Rolling Stone дав серіалу 3 зірки з 5, схваливши гру Айзека в ролі Ґранта та Спектора, але відчуваючи, що крім цього в серіалі «дуже мало приводів для хвилювання». Хоча Сепінволл став більш зацікавленим до завершення, оскільки історія обертається «більше у темряві, властивій персонажу», він не покладав великих надій на фінал серіалу, враховуючи, що минулі серіали КВМ на Disney + похитнулися в їхніх фіналах та історії персонажів.

## Документальний випуск
У лютому 2021 року був анонсований документальний цикл «Marvel Studios: Загальний збір». Спеціальні програми відбуваються за лаштунками створення фільмів і телесеріалів MCU з акторами та додатковими творцями. Спеціальний випуск цієї серії «Загальний збір: створення Місячного лицаря» вийшов на Disney+ 11 травня 2022 року.

## Майбутнє
У листопаді 2019 року Файгі заявив, що після представлення Місячного лицаря в серіалі персонаж перейде до фільмів КВМ. У березні 2022 року Діаб заявив, що вважає, що персонаж буде частиною КВМ протягом наступних десяти років, і висловив сподівання, що «Місячний лицар» зрештою отримає власний повнометражний фільм. На момент прем'єри серіалу Айзек не збирався повернутися як персонаж у майбутніх проєктах. Діаб сподівався, що потенційний другий сезон зможуть зняти в Єгипті.